# Spellemannprisen
El Spellemannprisen es un premio musical concedido a artistas noruegos. El premio fue establecido por iniciativa de la IFPI (International Organization for Record Companies) y su primera edición se celebró en 1972 y se ha realizado desde entonces anualmente. 
Los premios se dividen en 21 categorías. Además, el Comité decide si procede o no dar un premio honorífico. Hay un jurado para cada una de las 21 categorías, y los miembros de cada jurado se mantienen en secreto tanto a los jurados y otros extranjeros. Los ganadores se deciden con un sistema de puntos. Normalmente, sólo puede haber tres participantes nominados para cada categoría. El jurado vota por un candidato que va a ganar una estatuilla de bronce y un diploma.

## Premios y reconocimientos
| - Anexo:Premio Spellemann a la mejor cantante femenina - Anexo:Premio Spellemann al mejor cantante masculino - Anexo:Premio Spellemann al mejor grupo pop - Anexo:Premio Spellemann al mejor grupo electrónico - Anexo:Premio Spellemann al mejor artista contemporáneo - Anexo:Premio Spellemann al mejor álbum de rock - Anexo:Premio Spellemann al mejor álbum de blues - Anexo:Premio Spellemann al mejor álbum de country | - Anexo:Premio Spellemann al mejor álbum de metal - Anexo:Premio Spellemann al mejor álbum de Hip-Hop - Anexo:Premio Spellemann al mejor álbum de folk - Anexo:Premio Spellemann al mejor álbum orquestal - Anexo:Premio Spellemann al mejor álbum de jazz - Anexo:Premio Spellemann al mejor álbum de música clásica - Anexo:Premio Spellemann al mejor videoclip |